# منتخب بوتسوانا لكأس فيد
منتخب بوتسوانا لكأس فيد (بالإنجليزية: Botswana Fed Cup team)‏ هو ممثل بوتسوانا الرسمي في كرة المضرب في كأس فيد
.